# Rapenburg (Amsterdam)

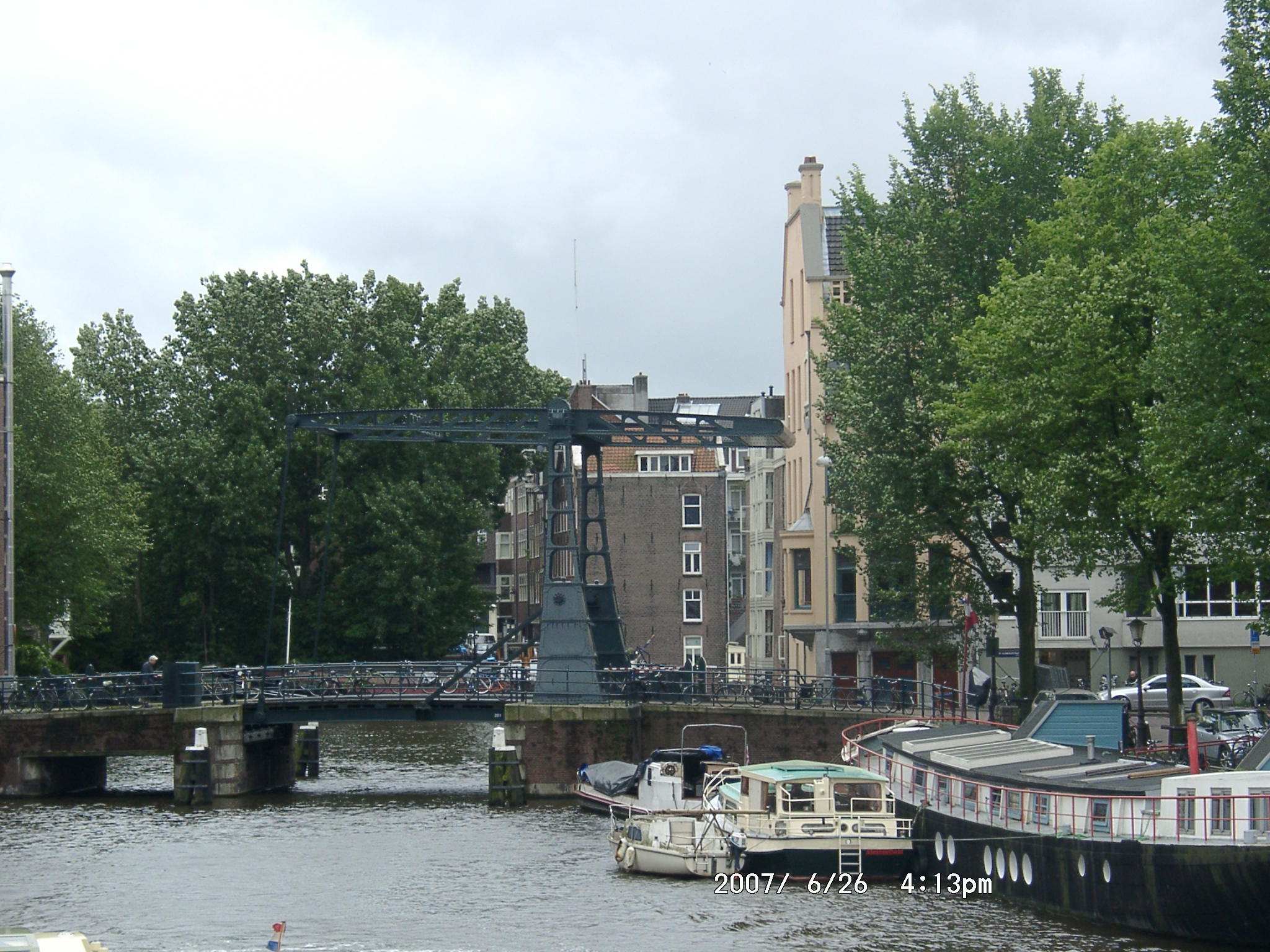
Rapenburgwal (2007)

Het (schier)eiland Rapenburg is gelegen in de gemeente Amsterdam, in de Nederlandse provincie Noord-Holland. Het eiland is met Uilenburg en Valkenburg een van de in het IJ aangeplempte eilanden; het kwam in 1593 binnen de stad te liggen. De herkomst van de naam is onbekend. Het eiland wordt begrensd door de Prins Hendrikkade langs het IJ (thans Oosterdok), Oudeschans, Rapenburgwal, het (gedempte) Nieuwegrachtje, Foeliestraat, het zuidoostelijke uiteinde van de straat Rapenburg en Schippersgracht. De hoofdstraat heeft de naam van het eiland gekregen. Rapenburg valt onder het stadsdeel Amsterdam-Centrum.

## Geschiedenis

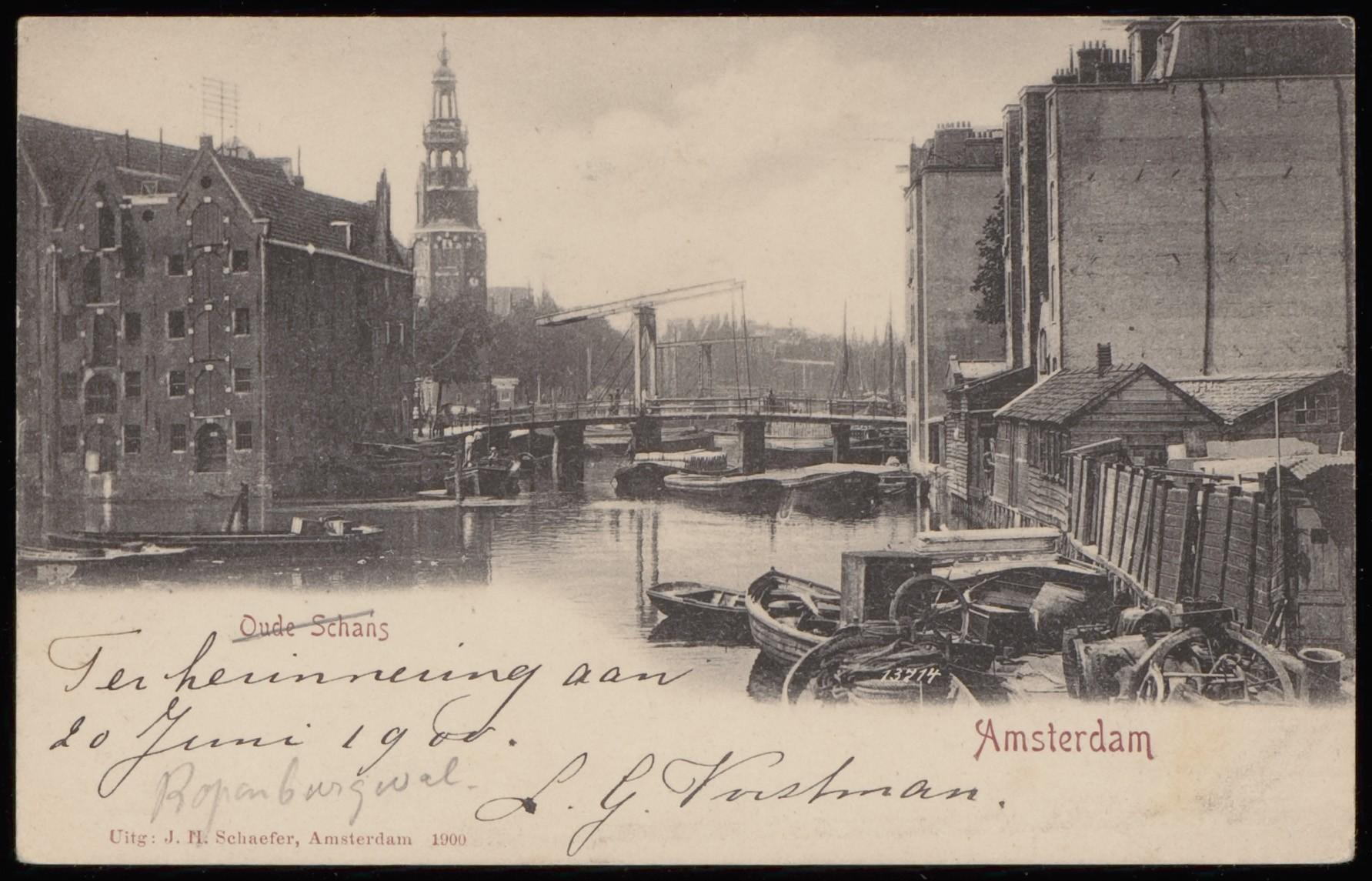
Rapenburgwal, met een voorloper van de huidige Peperbrug; de Montelbaanstoren op de achtergrond

De drie eilanden Uilenburg, Valkenburg ook wel Marken genoemd en Rapenburg zijn ontstaan door vergravingen van buitendijks land, bij de zogeheten Tweede vergroting van Amsterdam. Vanwege het belang van een goede verdediging en omdat er werd geklaagd over te weinig ruimte voor houtopslagplaatsen en scheepswerven, werd het aanvankelijke plan tot fortificatie en uitleg daterend uit 1585 gewijzigd en is de stad in 1593 aan de oostzijde opnieuw uitgelegd. Eigenlijk was Rapenburg geen echt eiland, want het was aan de oostzijde verbonden aan de toenmalige schans. Op het eiland Rapenburg waren aanvankelijk zowel de scheepswerven van de VOC als die van de Amsterdamse Admiraliteit gelegen, daarnaast houthandelaren, als toeleveranciers aan de VOC en Admiraliteit. Uniek was de maker van goudleer, die er in de 17e eeuw gevestigd was.
De oudste bekende afbeelding van Rapenburg is te vinden op de bekende kaart van Pieter Bast, een kopergravure die het jaartal 1597 draagt. Dit was het jaar, waarin een drietal schepen, georganiseerd door de Compagnie van Verre, die de eerste geslaagde zeereis naar Bantam hadden gemaakt, feestelijk de vernieuwde haven werden binnengehaald. Op de vogelvluchtkaart ziet men op het nog geheel verlaten Rapenburg twee bouwsels, waarvan de aard niet goed te definiëren is. Jan Wagenaar vermeldt dat de Vroedschap in 1599 besloot ... de Oostindische compagnie (...) en de samengevoegde Compagnie, handelend op Guinea voor enige jaren te geryven ieder met eene erve op Rapenburg.
De mastenmaker Jan Michielsz. kocht in 1597 als eerste van de burgemeesters grond op Rapenburg. Hij behoorde tot de op de Lastage gevestigde scheepstimmerlieden en mastenmakers, die, toen dat gebied werd bestemd voor woningbouw, een nieuw heenkomen moesten zoeken. De loterijlijsten van het Oudemannenhuis uit Haarlem vermeldden in 1606 enkele bewoners bij de Peperwerf, dat wil zeggen de werf van de VOC. Het zou tot evenwel 1608 duren eer Rapenburg op grootscheepse wijze in exploitatie werd genomen. Vanaf 1644 werd aan de westkant van het Rapenburg het Waalseiland aangeplempt.
g

### De erven

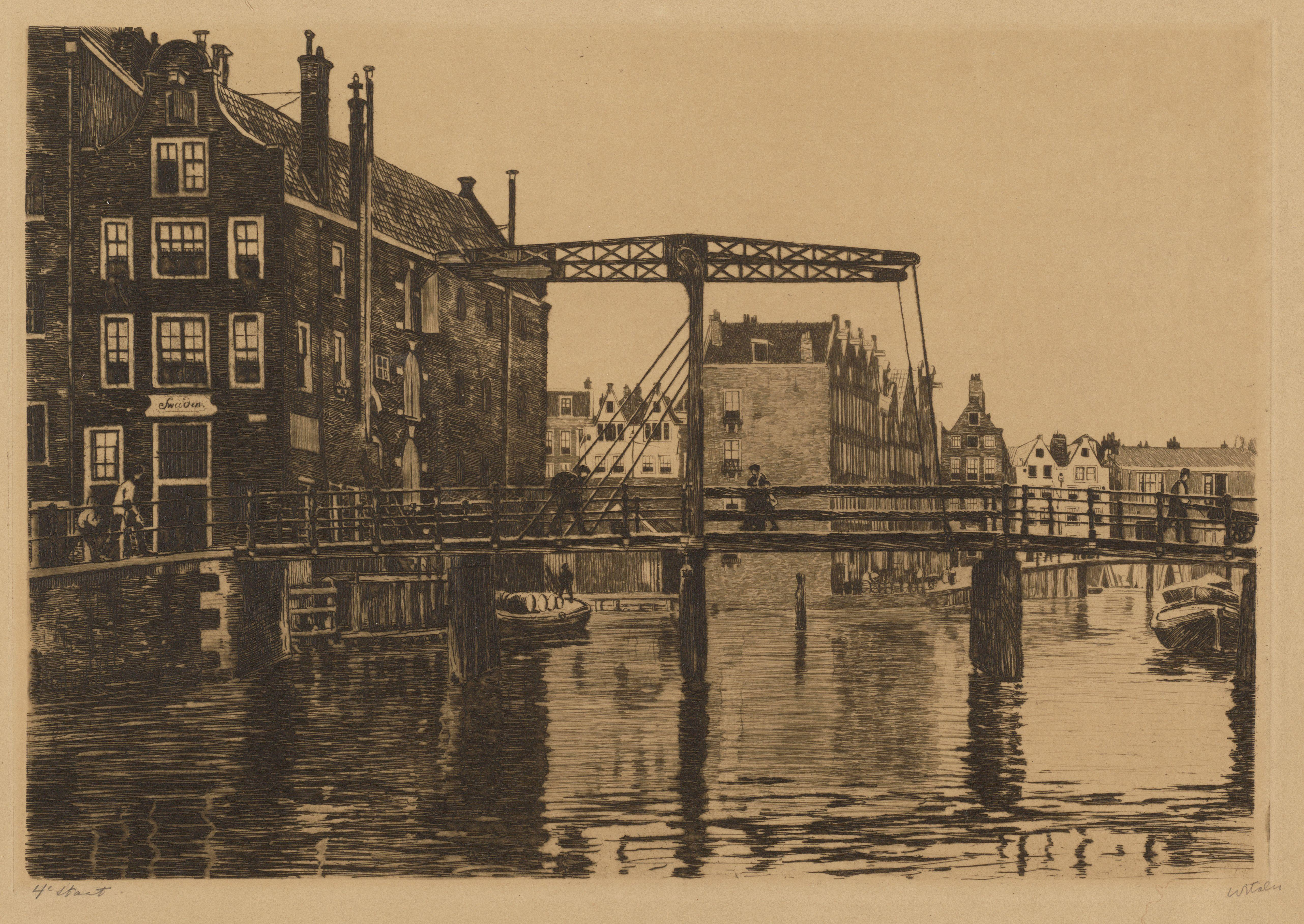
Peperbrug over de Rapenburgwal, met gezicht op het Nieuwegrachtje door Willem Witsen (1911)

Op 29 en 30 januari 1608 werden 62 erven op Rapenburg door de burgemeesters in veiling gebracht, de helft met een oppervlakte van 263 m². In 1609 werden nog eens 35 erven op Rapenburg verkocht. De 23 erven schuin over de Montelbaanstoren die in 1611 werden aangeboden lagen aan de westkant van Rapenburg, rond de huidige Peperstraat.
Behalve invloedrijke kooplieden, leden van de vroedschap en groot geworden scheepstimmerlieden speculeerden tientallen huistimmerlieden en metselaars in de aankoop van bouwpercelen. De meeste erven waren twintig voet breed, de lengte varieerde van 40 tot 164 voet. Langs het water mocht niet gebouwd worden. Daar moest een strook van 60 voet blijven liggen om als houtwal gebruik te worden. Verder moesten de kopers van deze erven een deel van de grond onbebouwd laten en bestemmen als openbare weg. De bewoners moesten zelf voor de kosten van het aanleggen van een straat opdraaien. De prijs voor de aankoop van een bouwperceel was afhankelijk van het feit of voor die kosten, de zogenaamde melioratie reeds was betaald. Er bleef van de erven dan een stuk van 80 voet diep over, dat bebouwd mocht worden. Vier stadserven werden verkocht met huis. Het is zeer waarschijnlijk dat leden van de vroedschap deze erven hadden ingebracht en probeerden winst te maken.

### De Westindische Compagnie

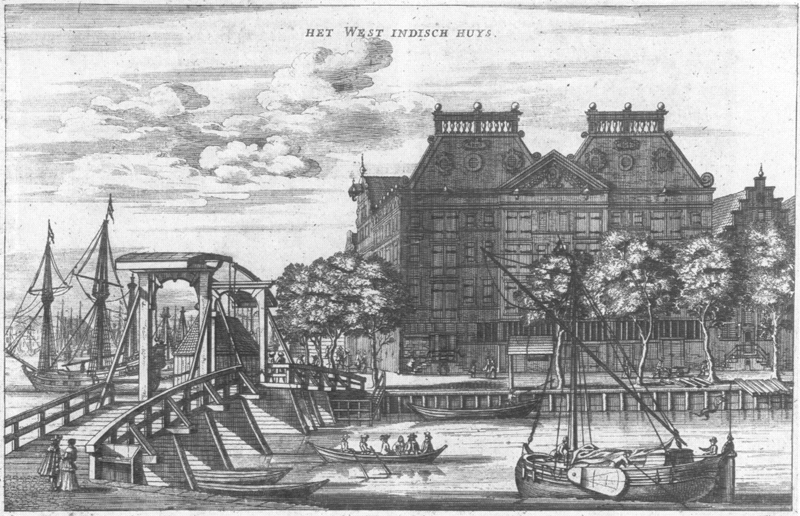
Het West-Indisch Pakhuis, gebouwd in 1642, oorspronkelijk opslagplaats en slachthuis. Vanaf 1647 of 1654 vergaderden ook de bewindhebbers in het pakhuis. De heren XIX verhuisden in 1674 naar de Voetboogdoelen.

De specerijenhandel op Indië leverde steeds meer bedrijvigheid op. De namen Foelie- en Peperstraat herinneren aan dit verleden. Veel erven bleven in eigendom van de stad en waren in gebruik bij de Admiraliteit, die in 1619 van Uilenburg naar Rapenburg was verhuisd en bij de Oostindische Compagnie. De scheepswerven en de opslagplaatsen van de Oost-Indische Compagnie zijn als gevolg van capaciteitsproblemen in de tweede helft van de 17e eeuw naar Wittenburg en Oostenburg, de Oostelijke Eilanden verplaatst. De West-Indische Compagnie bleef op Rapenburg. Zij werd nooit zo groot als haar tegenhanger en raakte bovendien in financiële problemen. De Admiraliteit verhuisde na de Eerste Engelse Zeeoorlog van Rapenburg naar Kattenburg. Toen in 1670 de meeste werven waren verdwenen, is de grond langs de huidige Prins Hendrikkade verkocht voor huizenbouw.

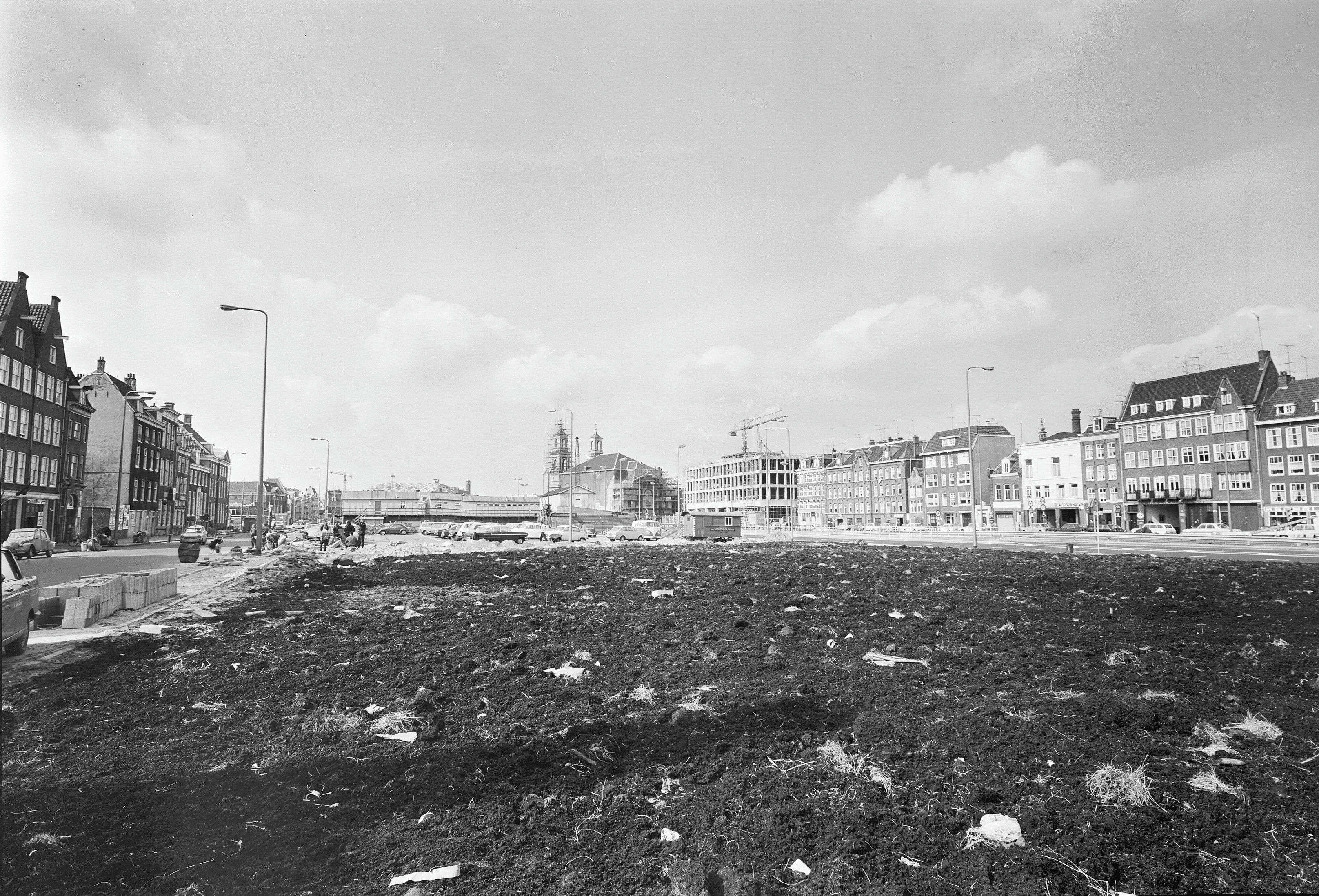
Uitzicht in 1972 vanuit de IJtunnel naar het Waterlooplein. Na de sloop van een deel van de oude Joodse buurt. Rechts de Mozes en Aäronkerk en het Maupoleum in aanbouw.

### Tweede Wereldoorlog
Rapenburg lag in het hart van de oude Amsterdamse  Jodenbuurt. Gedurende de Duitse bezetting zijn vele Joodse bewoners van hieruit weggevoerd en vermoord.
Aan de Rapenburgerstraat 171 was van 1861 tot 1943 het Nederlands Israëlitisch Meisjesweeshuis gevestigd.

### Varia
Rapenburg wordt doorsneden door de toegangsweg naar de IJtunnel. De aanleg van de tunnel (1957-1968) vereiste een doorbraak van de gevelwand van de Prins Hendrikkade.
Op Rapenburg staan enkele oude monumentale woningen en VOC-pakhuizen. Geertje Dircks, de huishoudster van Rembrandt woonde, voordat zij werd afgevoerd naar het tuchthuis in Gouda, op Rapenburg. Rapenburg 13 stond in de 19e eeuw bekend als de woning van Piet Hein.

## Bron
- Gemeentearchief Amsterdam 5039-inv. nr. 177, 178 en 179.Registers van door de stad bij publieke veiling ter verkoop aangeboden percelen